# تعقيد الجذر

مثال على نظام منافذ المحلقات الإضافية السريع وتعقيد الجذر

في نظام منافذ الملحقات الإضافية السريع (PCI Express) يربط تعقيد الجذر المعالج و ذاكرة النظام الثانوي مع الـ منفذ الملحقات الإضافية السريع والتي تتكون من جهاز واحد أو عدة أجهزة.
تقوم بتوليد عمليات نيابية بدلاً من المعالج، مثل الجسر المضيف في نظام PCI، والمرتبط بالناقلات المحلية. تطبق وظائف تعقيد الجذر كجهاز منفصل، أو مندمجة مع المعالج. ويحتوي على أكثر من منفذ لـ PCI Express ويمكن ايصال أكثر من جهاز تبديل بشكل متتالي أو معقد.